# Fundulus grandissimus
Fundulus grandissimus är en fiskart som beskrevs av Hubbs, 1936. Fundulus grandissimus ingår i släktet Fundulus och familjen Fundulidae. Inga underarter finns listade i Catalogue of Life.